# بولنسلان
بولنسلان (به هلندی: Boelenslaan) یک منطقهٔ مسکونی در هلند است که در آخت‌کارسپیلن واقع شده‌است. بولنسلان ۱٬۱۴۱ نفر جمعیت دارد.